# Dionysios van Zakynthos
Dionysios van Zakynthos (Grieks: Άγιος Διονύσιος Ζακύνθου) (1547-17 december 1622 of 1624) is een heilige en de beschermheer van het Griekse eiland Zakynthos.
Hij werd in 1547 op Zakynthos geboren als zoon van rijke ouders. Na het overlijden van zijn ouders gaf hij zijn erfenis aan zijn broer en ging hij zelf het klooster van Strofades in.
In 1577 werd hij aartsbisschop van Egina. Twee jaar later gaf hij dat ambt wegens gezondheidsredenen op en trok zich terug in het klooster van Anafonitria op Zakynthos.
Volgens een legende vergaf hij een moordenaar die hem in zijn klooster had opgezocht en die werd achtervolgd. Hij hielp hem zelfs ontsnappen, met als verklaring dat hij zo een volgende misdaad had voorkomen.
Op 17 december 1622 of 1624 stierf hij van ouderdom op Strofades, waar hij werd begraven in de kerk waar hij tot priester was gewijd. Toen later zijn lichaam vrijwel intact werd opgegraven, werd hij als heilige vereerd. In 1703 kreeg men toestemming om elk jaar op 17 december te zijner nagedachtenis een plechtig feest te vieren in het klooster van de Transfiguratie op de Strofaden. In 1716 werden de relieken echter overgebracht naar Zakynthos. Deze translatie wordt op 24 augustus herdacht. Thans rust zijn lichaam in de Sint-Dionysiuskerk van Zakynthos, waar vele pelgrims het bezoeken.
Op het eiland van Zakynthos wordt hij ieder jaar op 24 augustus en op 17 december herdacht. De kist met daarin zijn overblijfselen wordt dan door de stad van Zakynthos gedragen. Er zijn veel deelnemers aan de processie die mee de kist volgen. Heel wat Griekse hoogwaardigheidsbekleders nemen deel, onder wie politici, bisschoppen, priesters en legercommandanten. Met een groots vuurwerk, dat gedurende de tocht door de stad wordt afgestoken, en luid getoeter van alle veerboten in de haven wordt de heilige Dionysios door alle bewoners van het eiland begroet als hun beschermheer en held.